# Dale Messick
Dale Messick (eigentlich: Dalia Messick; * 11. April 1906 in South Bend, Indiana, USA; † 5. April 2005 in Sonoma County, Kalifornien, USA) war eine US-amerikanische Comiczeichnerin.

## Karriere
Sie studierte zunächst an der Ray Commercial Art School in Chicago; das Studium brach sie ab, um Zeichnerin zu werden. Zunächst arbeitete sie für eine Firma, die Grußkarten herstellte. Die Firma verließ sie, als ihr während der Weltwirtschaftskrise der Lohn gekürzt wurde. Sie ging nach New York, wo sie in einer anderen Grußkartenfirma arbeitete und in ihrer Freizeit Comics zeichnete.
Ihren Namen änderte sie von Dalia zu Dale, weil Frauen es zu der Zeit als Comiczeichner schwer hatten. Zeichnungen von „Dale“ beachteten Verleger eher.
Berühmt wurde Messick durch die Comic-Reihe Brenda Starr, die ab 1940 in 250 US-Zeitungen erschien. Zudem erfand sie in den 90er-Jahren den Comic-Character Granny Glamour für das Oakmont Gardens Magazine.

## Privatleben
Messick war zweimal verheiratet, mit Everett George und später Oscar Strom. Beide Ehen wurden geschieden. Aus ihrer ersten Ehe hatte sie eine Tochter.